# Karl-Dirk Kammeyer
Karl-Dirk Kammeyer (* 10. Oktober 1944 in Ahlhorn) 
ist ein deutscher Forscher im Bereich der Nachrichtentechnik und der Digitalen Signalverarbeitung. Er ist gegenwärtig Professor am Institut für Telekommunikation und Hochfrequenztechnik im Arbeitsbereich Nachrichtentechnik der Universität Bremen.
Aktuelle Forschungsschwerpunkte bilden die Bereiche OFDM, Mehrantennensysteme zur Mobilfunkübertragung, Audio- und Sprachsignalverarbeitung sowie Verfahren zur Kanalschätzung und -entzerrung. Er ist Autor von vier Lehrbüchern und zahlreichen wissenschaftlichen Publikationen.

## Leben
Nach dem Abitur am Gerhard-Rohlfs-Gymnasium in Bremen-Vegesack studierte Kammeyer von 1964 bis 1971 Elektrotechnik an der TU Berlin. Parallel belegte er ein Ergänzungsstudium zum Tonmeister an der Musikhochschule Berlin. Nach dem Diplom in der Fachrichtung Nachrichtentechnik arbeitete er als wissenschaftlicher Mitarbeiter von 1972 bis 1973 am Heinrich-Hertz-Institut in Berlin und von 1973 bis 1974 an der Universität des Saarlandes in Saarbrücken. Von 1974 bis 1979 war er am Lehrstuhl für Nachrichtentechnik von Hans Wilhelm Schüßler an der Universität Erlangen-Nürnberg tätig, wo er 1977 seine Dissertation mit dem Titel Analyse des Quantisierungsfehlers bei verteilter Arithmetik abschloss und promoviert wurde.
Anschließend trat er eine Stelle als akademischer Rat an der Universität Paderborn an und wurde 1985  im Fach Nachrichtentechnik bei Wido Kumm habilitiert. 1984 erhielt er einen Ruf als Hochschulprofessor für Digitale Signalverarbeitung an die Technische Universität Hamburg-Harburg.
Seit 1995 ist er Professor für Nachrichtentechnik an der Universität Bremen, wo er den Arbeitsbereich Nachrichtentechnik (ANT) bis 2010 leitete.

## Schriften

### Bücher
- Kammeyer, Kroschel: Digitale Signalverarbeitung. Teubner, Stuttgart 1989. Neuausgabe: 7., erw. und korr. Auflage, Vieweg+Teubner, Wiesbaden 2009, ISBN 978-3-8348-0610-9.
- Kammeyer: Nachrichtenübertragung. Teubner, Stuttgart 1992. Neuausgabe: 4., neubearb. und erg. Auflage, Vieweg+Teubner, Wiesbaden 2008, ISBN 978-3-8351-0179-1.
- Kammeyer, Klenner, Petermann: Übungen zur Nachrichtenübertragung. Vieweg+Teubner, Wiesbaden 2009, ISBN 978-3-8351-0793-9.
- Kammeyer, Kühn: MATLAB in der Nachrichtentechnik. Schlembach-Fachverlag, Weil der Stadt 2001, ISBN 978-3-935340-05-2.

### Publikationen (Auswahl)
- Tuisel, Kammeyer, Schulze, Bochmann: Digital Multicarrier-Transmission of Audio Signals Over Mobile Radio Channels, European Transanctions on Telecommunications (ETT 92), Vol. 3, No. 3, pp. 243–253,  Mai 1992.
- Jelonnek, Kammeyer: A Closed Form Solution to Blind Equalization, EURASIP Signal Processing, Vol. 36, No. 3, pp. 251–259,  April 1994.
- Kammeyer: Time Truncation of Channel Impulse Responses by Linear Filtering: A Method to Reduce the Complexity of Viterbi Equalization, Archiv für Elektronik und Übertragungstechnik (AEÜ), Vol. 48, No. 5, pp. 237–243,  Mai 1994.
- Jelonnek, Kammeyer: Generalized Eigenvector Algorithm for Blind Equalization, EURASIP Signal Processing, Vol. 61, No. 3, pp. 237–264,  September 1997.
- Wübben, Böhnke, Rinas, Kammeyer, Kühn: Efficient algorithm for decoding layered space-time codes, IEE Electronic Letters, Vol. 37, No. 22, pp. 1348–1350,  November 2001.
- Scherb, Kühn, Kammeyer: Cramer-Rao Lower Bound for Semiblind Channel Estimation with respect to Coded and Uncoded Finite-Alphabet Signals, Asilomar Conference on Signals, Systems, and Computers, Monterey, CA, USA, November 2004.